# Теренков, Николай Анастасьевич
Николай Анастасьевич (Васильевич) Теренков (15 декабря 1915, Александровка, Орловская губерния — 27 января 1975, Москва) — советский военнослужащий, участник Великой Отечественной войны, штурман эскадрильи 34-го гвардейского бомбардировочного авиационного полка 276-й бомбардировочной авиационной дивизии 13-й воздушной армии Ленинградского фронта, гвардии капитан, Герой Советского Союза.

## Биография
Родился 15 декабря 1915 года в деревне Александровка (ныне — Становлянского района Липецкой области) в семье крестьянина. Русский. Член ВКП(б)/КПСС с 1942 года. Окончил 2 курса железнодорожного техникума.
В Красной Армии с 1934 года. В 1938 году окончил Тамбовское военное пехотное училище, а в 1940 году — Чкаловское военно-авиационное училище.
Участник боёв у озера Хасан в 1938 году.
Участник Великой Отечественной войны с июня 1941 года.
Штурман эскадрильи 34-го гвардейского бомбардировочного авиационного полка гвардии капитан Николай Теренков к середине февраля 1944 года совершил 207 боевых вылетов на бомбардировку военных объектов и войск противника.
Указом Президиума Верховного Совета СССР от 19 августа 1944 года за образцовое выполнение боевых заданий командования на фронте борьбы с немецко-фашистскими захватчиками и проявленные при этом мужество и героизм, гвардии капитану Николаю Анастасьевичу Теренкову присвоено звание Героя Советского Союза с вручением ордена Ленина и медали «Золотая Звезда».
После войны отважный штурман продолжал службу в ВВС СССР. В 1945 и в 1953 годах окончил офицерские лётно-тактические курсы. С 1960 года подполковник Н. А. Теренков — в запасе. Жил в городе-герое Москве. Работал в Министерстве гражданской авиации. Скончался 27 января 1975 года. Похоронен в Москве на Введенском кладбище (18 уч.).

## Награды
- Медаль «Золотая Звезда» (19.8.1944);
- орден Ленина (19.8.1944);
- три ордена Красного Знамени (28.7.1943[2], 17.7.1944[3], …?);
- орден Отечественной войны 1-й степени (30.5.1945[4]);
- три ордена Красной Звезды (26.2.1942[5], 4.9.1943[6], …?);
- медаль «За оборону Ленинграда» (1943)[7].